# Sean Hall
Michael Sean Hall (Williamsburg, 20 de agosto de 1967) es un deportista estadounidense que compitió en remo.
Ganó tres medallas en el Campeonato Mundial de Remo entre los años 1993 y 1995.
Participó en tres Juegos Olímpicos de Verano, entre los años 1992 y 2000, ocupando el cuarto lugar en Barcelona 1992 (cuatro con timonel) y el séptimo en Sídney 2000 (cuatro scull).

## Palmarés internacional
| Campeonato Mundial | Campeonato Mundial            | Campeonato Mundial | Campeonato Mundial |
| Año                | Lugar                         | Medalla            | Prueba             |
| ------------------ | ----------------------------- | ------------------ | ------------------ |
| 1993               | Račice (República Checa)      | Medalla de bronce  | Cuatro sin timonel |
| 1994               | Indianápolis (Estados Unidos) | Medalla de oro     | Ocho con timonel   |
| 1995               | Tampere (Finlandia)           | Medalla de bronce  | Ocho con timonel   |